# 1783 في الولايات المتحدة
فيما يلي قوائم الأحداث التي وقعت خلال عام 1783 في الولايات المتحدة.

## أحداث
- 3 سبتمبر – العلاقات الأمريكية البريطانية

## سياسة

### تعيين في المنصب
- 8 يناير – لايمان هول حاكم جورجيا [الإنجليزية]‏.
- 23 ديسمبر – هنري نوكس القائد العام لجيش الولايات المتحدة.

### انتهاء فترة المنصب
- 1 يناير – بنيامين لينكون وزير حرب الولايات المتحدة.
- 1 يناير – وليام باترسون Attorney General of New Jersey [الإنجليزية]‏.
- 4 يونيو – روبرت ليفينغستون United States Secretary of Foreign Affairs [الإنجليزية]‏.

## مواليد

### يناير
- 1 يناير – تشارلز لينش سياسي أمريكي.
- 1 يناير – هيو غلاس
- 1 يناير – ويليام كولي أحد أوائل المستوطنين الأمريكيين، وزعيم إقليمي في ما يُعرف الآن بمقاطعة بروارد في ولاية فلوريدا الأمريكية.
- 14 يناير – ويلسون مبكين سياسي أمريكي.

### مارس
- 8 مارس – هانا فان بيورين
- 10 مارس – جاريت دي وال سياسي أمريكي.

### أبريل
- 3 أبريل – واشنطن إيرفينج مؤلف وكاتب أمريكي.
- 24 أبريل – جون فلويد سياسي من الولايات المتحدة الأمريكية.

### مايو
- 19 مايو – ألفين برونسون سياسي من الولايات المتحدة الأمريكية.

### يونيو
- 8 يونيو – صموئيل كوشمان سياسي أمريكي.

### أغسطس
- 2 أغسطس – سيلفستر تشورتشل صحفي من الولايات المتحدة الأمريكية.

### سبتمبر
- 14 سبتمبر – هنري جونسون

### نوفمبر
- 10 نوفمبر – توماس أوكلي سياسي أمريكي.
- 27 نوفمبر – أوغستين سميث كلايتون سياسي أمريكي.

## وفيات

### نوفمبر
- 23 نوفمبر – آن إليزا بليكر (مواليد 1752)